# Macromitrium fuscescens
Macromitrium fuscescens är en bladmossart som beskrevs av Schwaegrichen 1827. Macromitrium fuscescens ingår i släktet Macromitrium och familjen Orthotrichaceae. Inga underarter finns listade i Catalogue of Life.